# ゲームギア
ゲームギア（GAME GEAR）は、セガ・エンタープライゼスが開発した携帯型ゲーム機。国内初のカラー画面の携帯ゲーム機である。日本におけるセガハードとしては、最初で最後の携帯ゲーム機である。
日本においては1990年10月6日に発売し、北米・欧州・アルゼンチンでは1991年、オーストラリアでは1992年に発売された。
最大の特徴は当時フルカラーと呼ばれていた4096色同時発色のカラー液晶パネルだった。
国内では初めてカラー画面を採用し、「TVオートチューナーパック」をセットすれば液晶カラーテレビとしても利用でき、多目的で活用できたゲーム機である。
1997年4月30日にサポートを終了した。累計販売台数は全世界で1062万台。

## 開発秘話
当機の基板の設計をはじめ、デザインや制作過程の管理、そのすべてを手掛けた人物はセガの矢木博である。
開発のきっかけはゲームボーイとAtari Lynx（リンクス）の存在であり、これらに勝てる携帯ゲーム機を作ろうとの意図で開発された。開発コードネームは"Project Mercury"。
目指した仕様は、3.2インチでカラーの液晶画面搭載で、重さはLynxの800グラムとゲームボーイの270グラムの中間である500グラム。当時は個人向けのテレビの普及が進んでおらず、据置機で遊びたいユーザーとテレビを見たい家族との間でチャンネル争いが起きることもあったことから、ゲームギアに「持ち運びのできるテレビ」という付加価値をつけるべく、TVチューナーも当初から付ける予定だった。
また当初から「パーソナルディスプレイ」というコンセプトがあった。ゲームギアがあれば、家庭のテレビを独占することなくゲームが遊べるというメリットがあり、さらに、いろいろなものに接続できれば幅広い層に広まるのではないかと考えた。
そこで「アフター・サムシング」というコンセプトで当機のアイディアを練った。たとえば「アフター・スキー」の場合、スキー場でビデオを録ると当時のビデオカメラのビューファインダーは白黒で皆で見られなかったが、ゲームギアに繋げばカラー液晶で視聴できる、というように発想した。そのためAV入力端子も加えた。
画面が本体と一体かつバッテリーを搭載する携帯ゲーム機を開発するには、それまでのセガで行われてきた据え置き型ゲーム機の開発や低コスト化で得られたノウハウに加え、さらなる工夫が必要とされた。
本体形状は縦型と横型が検討され、重さのバランスを確かめるために模型を制作したところ縦型よりも横型のほうが非常に安定が良かったので横型とし、電池は左右に均等に配置することで重量バランスに配慮した。
ケースや基板に使われる部材の厚みは従来の据え置き型ゲーム機より薄くしたり、基板上の部品配置を工夫するなどして強度を保てるギリギリまで軽量化した。
携帯機は本体にジョイスティックがついておりユーザはそれを強く押すのでそれに耐えなければならない。ふつうの家庭用ゲーム機の基板は表と裏しかない両面ボードだが、ゲームギアの基板は内層も含めた4層ボードで、なおかつ軽くするために通常は1.6ミリの厚みがあるところを1.2ミリにした。
このようにして企画当初の目標だった500グラムをほぼ満たす形にパッケージングできた。
機能面ではセガ・マークIII・セガ・マスターシステムのハードウェア構成を小型化し、さらにカラー液晶パネルと操作に対応するICを開発することで、省コストでソフト開発資産を活かせるようまとめていった。
電池を使用する携帯機に必要だった省電力化には苦労した。矢木はファミ通の2013年のインタビューに対して「バックライトで暗いところでも使えるというのはメリットでもあるのですが、デメリットはバッテリーの駆動時間でした。ちょっと失敗したかなと思うのは、バックライトを明るくし過ぎたことですね。」と述懐している。バックライトを暗くしようと思えばできたが、炎天下でもある程度は見えるようにしたかったという。

## ハードウェア
国内初のカラー液晶搭載の携帯ゲーム機である。画面にはSTN液晶を採用。当時はカラー液晶はコストが高かった。ゲームによっては液晶の残像が目立った。
消費電力の多いバックライトが必須だったため省電力化には難航、乾電池ではバッテリーの持ちが悪く、発売当時の連続稼働時間は当時市販されていた性能のアルカリ単3乾電池6本では3時間から4時間程度だったが、その後の電池性能の向上によって、当時より長時間のケーブルレス稼働が可能となった。
乾電池でのバッテリーの持ちの悪さを補うため、ACアダプタやカーアダプタといった外部電力を使用するためのものや、乾電池より電力を大容量で保持し長時間の稼働が可能な「充電式バッテリーパック」「パワーバッテリー」といった別売りの周辺機器も販売されていた。
起動すると、後期型ではライセンスが表示されるが、初期型では表示されず、そのままゲームが始まるようになっている。

### 仕様
- 型番 - HGG-3200[4]
- CPU - Z80A（3.58MHz）[4]
- RAM - 64kbit[4]（8KB）
- VRAM - 128Kbit[4]（16KB）
- VDP - セガカスタムLSI[4]
- スプライト - 8 × 8ドット、最大64個
- 液晶 - バックライト付き 3.2インチ STNカラー液晶[4]
- 画素数[4] - 480×146ドット[4]
- 同時表示色数 - 4096色中32色（ゲーム時）/ 4096色（テレビ時）
- サウンド機能 - ステレオ3重和音[4]（PSG 3ch） + ノイズ 1ch
- 拡張端子 - 1個 対戦ケーブル取り付け可
- ROMカートリッジスロット - 1個
- 使用電源 - 単3アルカリ乾電池6本、ACアダプタ（セガマークIII、マスターシステム、メガドライブのものが使用可）、カーアダプタ、パワーバッテリー、充電式バッテリーパック[4]
- 消費電力 - 約 3 W
- 外形寸法 - 幅 210 mm × 高さ 113 mm × 厚さ 39 mm

## カラーバリエーション
1990年10月6日発売時の本体カラーはブラック。発売時の価格は19,800円。北米では150USドル、イギリスでは145ポンドだった。
その後のカラーバリエーションは次のとおり。
- パールホワイト（1991年4月26日-）
- ブルー（1994年11月11日-）
- イエロー（1994年11月11日-）
- スモーク（1994年11月11日-）
- レッド（1994年12月9日-）

### 本体とソフトの同梱版
メガドライブと同様に本体とソフトのセットを展開しており、メガドライブではメガドライブ2も含めて4タイトルだったが、本機の同梱版では限定ソフトやプリントされた本体など、通常版とは差別化して販売された。なお本体カラーとカセットのカラーは同色で統一されている。
| 発売日         | 名称                                             | カラー   | 価格     | 備考 |
| -------------- | ------------------------------------------------ | -------- | -------- | --- |
| 1993年6月27日  | ゲームギア+1 ミッキーの魔法のクリスタル          | ブラック | 14,800円 | |
| 1993年6月27日  | ゲームギア+1 ソニック・ザ・ヘッジホッグ2         | ブラック | 14,800円 | |
| 1993年7月23日  | ゲームギア+1 なぞぷよ                            | ブラック | 14,800円 | なぞぷよはゲームギアの本体セットのみであり、ソフト単体では発売されなかった。                                                                                      |
| 1993年11月19日 | ゲームギア+1 ソニック&テイルス                   | ブラック | 14,800円 | |
| 1994年         | ゲームギア+1 コカ・コーラキッド                  | レッド   | 非売品   | 本体に「Coca-Cola」のロゴと「GAMEGEAR」のロゴがプリントされている。 「スカッとさわやか。コカコーラ サマーキャンペーン」の景品。                                   |
| 1994年3月18日  | ゲームギア+1 ソニックドリフト                    | ブラック | 14,800円 | |
| 1994年07月29日 | ゲームギア+1 JリーグGGプロストライカー'94        |          | 14,800円 | |
| 1994年12月16日 | ゲームギア キャラクターパック 魔法騎士レイアース | レッド   | 15,800円 | 本体に「MAGICKNIGHT RAYEARTH」と、キャラクター「モコナ」がプリントされている。 モコナのアミュレットが付属。なお、ソフト単品でのカセットの色は通常通りのブラック。 |
| 1995年6月30日  | ゲームギア キャラクターパック ぷよぷよ通         | ブラック | 15,800円 | |
| 1995年7月21日  | ゲームギア キャラクターパック NINKU -忍空-       | ブルー   | 15,800円 | ソフト単品でのカセットの色は通常通りのブラック。 |
| 1996年3月29日  | キッズギア バーチャファイターMini                | ブラック | 14,800円 | 発売当初「対戦ケーブル付きキャンペーン」が実施されており、通信ケーブルもセットになっていた。                                                                      |

## 周辺機器
- TVチューナーパック装着状態

ライバルのゲームボーイが過剰な周辺機器で遊びにくくなるのを避けたのに対し、ゲームギアは「TVチューナーパック」をはじめとする多数の周辺機器を用意して機能の拡張を図った。
日本で発売されたゲームギアはセガ・マークIII・セガ・マスターシステム・メガドライブ用のACアダプタが公式に使え、海外で発売されたゲームギアはメガドライブ2/スーパー32X用のACアダプタが公式に使える。
| 型番     | 名称                     | 備考 |
| -------- | ------------------------ | --- |
|          | ゲームギアカートリッジ   | カートリッジのみの販売はない。 |
| HGG-3001 | TVチューナーパック       | カートリッジスロットに装着することでVHFおよびUHFのアナログTV放送を見られる受信機。別売のカーアンテナを外部アンテナ端子に接続すれば、車などでの移動中でもテレビ放送を受信することもできた。またビデオ入力端子が搭載されており、据え置き型のテレビゲームやビデオカメラの映像信号を液晶ディスプレイに表示することもできた。 |
| HGG-3002 | 対戦ケーブル             | 2台のゲームギア本体の拡張端子同士を接続して、通信対戦を可能にする。 |
| HGG-3004 | カーアダプタ             | シガーライターソケットで、本体のAC入力端子から給電出来る。 |
| HGG-3005 | バッテリーパック         | AC入力端子につないで使用する、充電式電池。 |
| HGG-3006 | AVケーブル               | TVチューナーパック、TVオートチューナーパックを介してAV機器を接続できる。 |
| HGG-3012 | ビッグウインドー         | 拡大鏡。画面の周囲を覆うため、屋外でのプレイ時に反射防止用としても役立った。 |
| HGG-3014 | ビッグウインドーII       | ビッグウインドーの改良版。画面の周囲を覆うため、屋外でのプレイ時に反射防止用としても役立った。 |
| HGG-3015 | TVオートチューナーパック | オートチューニングができるようになったTVチューナーパック。 |
| HGG-3016 | カーアダプタII           | 12V専用 シガーライターソケットで本体に給電出来る。 |
| HGG-3017 | パワーバッテリー         | 充電式電池。本体背面に装着し、AC入力端子につないで使用する。 |
| SA-150   | ACアダプタ               | 本体への電源供給を行うためのACアダプタ。 |

セガ非公認ではあるが、海外版マスターシステム用ソフトが遊べるようになるアダプタ「マスターギアコンバータ」も発売された。

## ソフトウェア
発売されたゲームソフトは全393タイトル、日本市場では全196タイトル。据置機のセガ・マークIII、マスターシステムとハード的にほぼ同じアーキテクチャであることから、初期はマークIII／マスターシステムからの移植タイトルが多く、次世代機であるメガドライブ発売後の当時も欧州と南米を中心に展開中だったマスターシステムのタイトルが多く移植された。『モンスターワールドII ドラゴンの罠』など、日本ではマスターシステム用にリリースされなかったタイトルが移植された。また『ソニック・ザ・ヘッジホッグ』など、ゲームギア版とマスターシステム版の同時進行で開発された作品もあった。
『スペースハリアー』、『アウトラン』、『コラムス』といったタイトルは、BGMをマスターシステム版から流用し、グラフィックを新規に制作している。ゲームギア用に開発されたタイトルをマスターシステムに移植されたものも後期以降のタイトルを中心に存在する。『タロットの館』、『THE GG忍』シリーズ、『GGアレスタ』などのオリジナルタイトルも多くリリースされた。リージョンコードは設けられておらず、リージョンが違うゲームギア用のソフトも同一の機体でプレイできる。
後期に発売された『バーチャファイターMini』には8メガビットロムが採用された。
ステレオ出力に対応したタイトルは、基本的にゲームギア向けに開発されたタイトルが主であり、マスターシステム版からの移植およびグラフィックリニューアル作や同時開発作品の多くはBGMもマスターシステム版から流用されたため、ほとんどがモノラル出力であった。

## 販売

### 日本
“場所を選ばず手軽に楽しめる、日本初のカラー液晶を搭載したソフト交換式携帯ゲーム機”として発売。カラーである最大の利点を活かして、ゲームギアを液晶カラーテレビとして利用するTVチューナーパックはAVケーブルで接続すれば携帯型のビデオモニターとしても使えるなど、単なるゲーム機だけに止まらない方向性も打ち出し、1カ月で60万台を売り上げた。
発売時からカラー液晶を採用していることを大きくアピールしており、発売時に放映のイッセー尾形を起用したTVCMでも、「で、ヨウヘイ君は白黒なの? つまんないね」「やっぱゲームはカラーじゃないとつまんない」と語ったりと、対抗機種であるゲームボーイを強く意識した比較広告が展開されていた。
アウトドア向けの携帯ゲーム機としては、対抗機種のゲームボーイと比較するとバッテリーの持続時間が極端に短いことや、ほぼ同じアーキテクチャのセガ・マークIIIからの移植タイトルが多く、新規でのキラータイトルに恵まれなかったことから、先行して既に一大市場を築いていた任天堂のライバル機ゲームボーイの牙城を崩すには至らなかったが、1992年頃にTVCMや広告に高橋由美子を起用するなど広報面でテコ入れも計られた結果、携帯機という性格から手軽なボリュームで肩に力の入らないミニスケールで非アクション系の良作が多く発売され、今までセガとは縁の薄かったユーザー層である低年齢層や比較的ライトな層からも支持された。この時期の代表作はアーケード版を移植元としたクロスプラットフォーム移植をいち早く採り入れ、携帯機版の先陣を切った『ぷよぷよ』シリーズや、低持続時間であることを逆手に取り、メガドライブで発売された『シャイニング・フォース 神々の遺産』から戦闘パートのみを抜き出したGGオリジナルの『シャイニング・フォース外伝』シリーズ三部作などがあった。
1993年7月に国内出荷100万台を突破した折に本体価格を15,800円に、1994年には本体カラーの新色発売に合わせて13,800円へと希望小売価格を値下げし、カラーの携帯型ゲーム機としては手頃な価格帯になったことや、ソフト1本をセットにした『ゲームギア・プラス1』、コカ・コーラ社とのタイアップで『コカ・コーラキッド』のキャンペーンを行うなどして一定の支持を得た。
1995年になるとセガは据え置き型ゲーム機のセガサターンに事業を集中するため、『ばくばくアニマル 世界飼育係選手権』を最後にHE事業部からのソフト供給と本機の生産を終了し、1996年3月からはトイ事業部に移管し、機器自体をアニメ版バーチャファイターの結城晶を配したデザインの本体が特徴のキッズギア（KID'S GEAR）に変更。それと同時に、『ドラえもん』、『怪盗セイント・テール』などのキャラクターゲームを中心に、低年齢層へと焦点を当てた販売戦略をとった。トイ事業部に移管した後のサードパーティ製ソフトは、タイトーの『パズルボブル』のみであった。結果、1996年12月発売の『Gソニック』までの約6年間、新作ゲームの供給自体は続けられた。

### 海外
ゲームボーイはサードパーティが参入したが、ゲームギアはサードパーティの支持をあまり得られなかった。また当時の技術的な制約から、カラー液晶ゆえのバッテリーの短さ(単三電池6本でわずか3時間)と高価格という、Atari Lynxなど当時存在した他のカラー携帯ゲーム機と同様の問題にも苦しんだ。海外でも販売台数はゲームボーイに大きく水をあけられ、後期モデルではバッテリーの持ちなどがやや改善されるなど、世界規模では1993年度末までに累計出荷台数を約440万台にまで伸ばし、それなりのマーケット市場も形成できていた。
その後、タッチスクリーンに対応した高性能な次世代機の計画が進められたが、ゲームギアよりさらに高価格になるため計画は頓挫した。最終的にゲームギアと同等の値段で、しかも据置機として多くのタイトルを抱えるメガドライブ/ジェネシスのラインナップの一部で、同ハードのソフトがそのまま使えるノーマッドを後継機として1995年に投入するが、ゲームギアよりさらにバッテリーが持たないことと、据置機市場の32ビット次世代機ブームに湧く中での携帯ゲーム機市場の低迷もあってあまり成功せず、すぐにサポートは打ち切られた。セガのハードウェア開発自体も、据置機市場の家庭用ゲーム機とアーケードゲーム機に開発資源を集中することになった。
南米では任天堂のゲームボーイよりも先に発売され、南米初の携帯型ゲーム機としてヒットしていた。販売はセガの代理店でもあるTectoyが担当した。
マレーシアやインドなどのアジア地域では2000年代以降もゲームボーイと同様に根強い人気があった。

## 販売終了後の動向
本機の販売終了当時は携帯ゲーム機市場自体が低迷していたことやセガの選択と集中の結果、後継機は登場しなかった。
ただ、マスターシステムと互換性があるため、マスターシステムとゲームギアの両方のソフトを内蔵した携帯型互換機が、セガから正式ライセンスを得たAtGamesなどのメーカーによって発展途上国では2000年代以降も販売されていた。
2012年3月14日よりエムツーの技術提供を受け、ニンテンドー3DS向けバーチャルコンソールでゲームギアのタイトルが配信開始された。ドットバイドット表示の際はゲームギアの本体を立体視で表示、ゲーム画面は残像まで再現した。
2020年10月6日にはセガの設立60周年及び本機の発売30周年を記念して、大きさを手のひらサイズにまで小さくした「ゲームギアミクロ」が発売された。4色のカラーバリエーションがあり、色ごとに別のゲームソフトが4種類収録されている。

### 評価
ムック「ゲームラボ」では、「カラー液晶を採用したゲーム機」と「小型液晶テレビ」というコンセプトが評価されたことで、他社の携帯ゲーム機が次々と市場から去る中で、ゲームボーイとの一騎打ちにまでたどり着けたとみている。
その一方、ムック「往年の名機＆名ソフト大集結レトロゲームときめきノスタルジア」では、テレビ機能はゲーマーにとって不要だったと指摘しており、単3電池6本で3時間しか遊べないのが携帯ゲーム機として致命的だったとしている。